# Verónica Sánchez

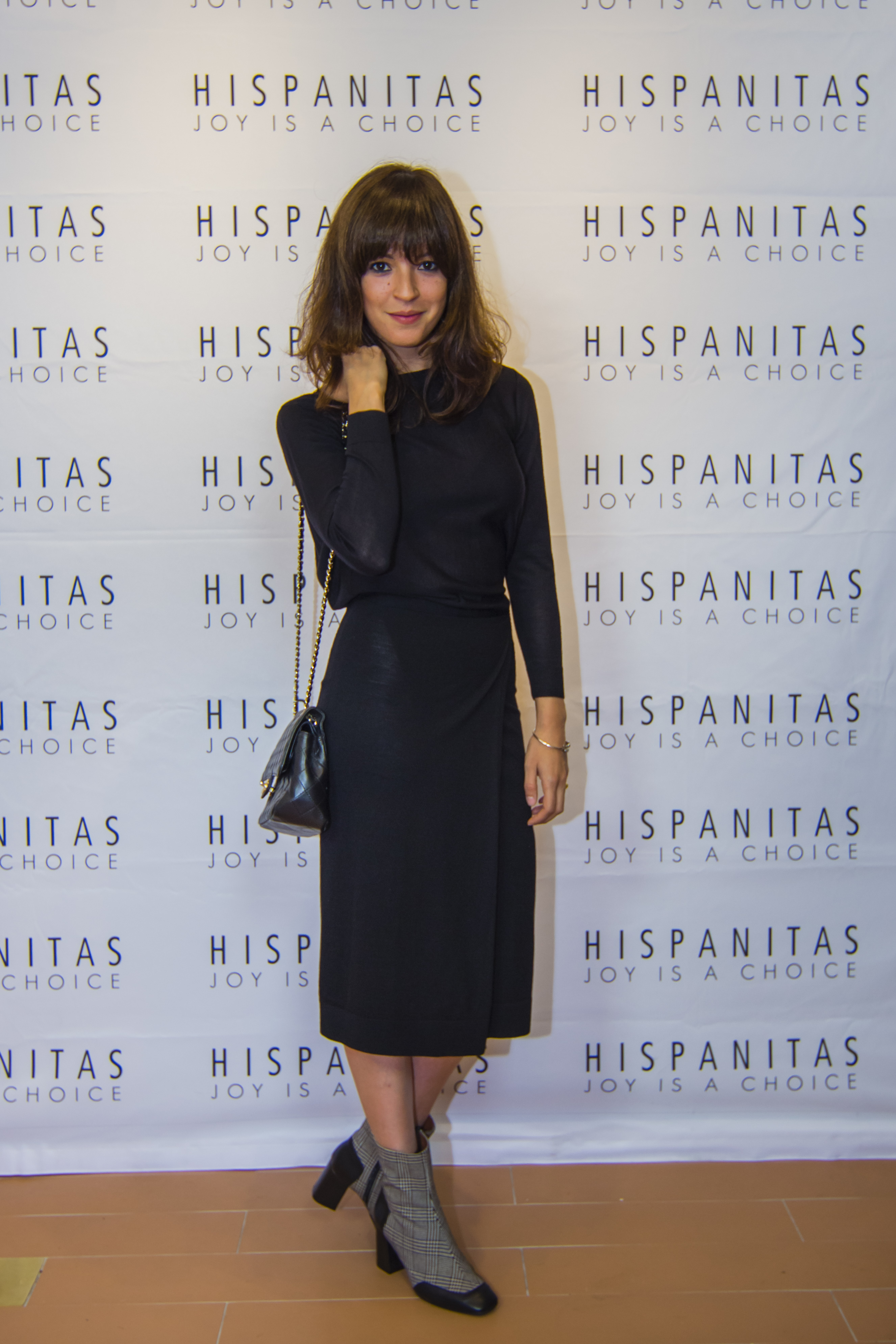
Verónica Sánchez (2016)

Verónica Sánchez Calderón (* 1. Juli 1977 in Sevilla) ist eine spanische Schauspielerin.

## Leben
Verónica Sánchez zog nach Madrid, um Schauspiel zu studieren, wobei sie sich eine Wohngemeinschaft mit dem späteren Schauspieler Félix Gómez teilte. Bereits während des Studiums spielte sie am Theater und gab ihr Debüt dabei in Federico García Lorcas Bluthochzeit. Ihr Leinwanddebüt gab sie schließlich 2003 in Fernando Colomos Literaturverfilmung Al sur de Granada, an der Seite von Matthew Goode und Ángela Molina. Für ihre Darstellung der Juliana wurde sie bei der Verleihung des spanischen Filmpreises Goya 2004 mit einer Nominierung in der Kategorie Beste Nachwuchsdarstellerin geehrt. Für ihre Darstellungen in Camarón – Als Flamenco Legende wurde und Gordos – Die Gewichtigen folgten 2006 und 2010 zwei weitere Nominierungen, jeweils als Beste Nebendarstellerin.

## Filmografie (Auswahl)
- 2003: Al sur de Granada
- 2004: El año de la garrapata
- 2005: Camarón – Als Flamenco Legende wurde (Camarón)
- 2005: Los 2 lados de la cama
- 2005: El calentito
- 2006: Mia Sarah
- 2006: Génesis, en la mente del asesino
- 2007: Las 13 rosas
- 2009: Gordos – Die Gewichtigen (Gordos)
- 2010: Zenitram
- 2011–2019: 14 de abril. La República
- 2012: La montaña rusa
- 2012: La Lección de Pintura
- 2013: Gran Reserva. El origen
- 2014–2015: Sin identidad
- 2016: El Caso. Crónica de sucesos
- 2017: Tiempos de guerra
- 2019–2020: The Pier (El embarcadero)
- 2021–2023: Sky Rojo
- 2024: Ángela